# Hans Cürlis
Hans Cürlis (Niederdorf, 16 febbraio 1889 – Berlino, 6 agosto 1982) è stato un regista e produttore cinematografico tedesco, autore tra gli anni venti e gli anni cinquanta di oltre trecento cortometraggi di genere documentaristico.

## Biografia
Dopo gli studi in storia dell'arte all'università di Berlino, nel 1919 Hans Cürlis fondò l'Institut für Kulturforschung, secondo le sue parole «la prima istituzione scientifica tedesca a scegliere consapevolmente il cinema come forma espressiva per i risultati del proprio lavoro». Lo stesso anno produsse il film d'esordio della regista e animatrice Lotte Reiniger, intitolato L'ornamento del cuore innamorato.
Oltre a numerosi documentari di carattere geografico, a partire dal 1922 iniziò a dirigere la serie Schaffende Hände, brevi filmati che descrivevano il processo fisico della creazione di un'opera d'arte. Il primo a lasciarsi filmare da Cürlis fu il pittore impressionista Lovis Corinth, al quale seguirono negli anni artisti quali George Grosz, Alceo Dossena, Otto Dix e Max Liebermann.
Nel 1921 partecipò a Die Wirkung der Hungerblockade auf die Volksgesundheit, film didattico diretto da Walter Ruttmann, e nel 1924 recitò in una piccola parte nel film Komödie des Herzens di Rochus Gliese.
Nel 1951 scrisse e diresse Der Film entdeckte Kunstwerke indianischer Vorzeit, per il quale ottenne la Targa d'oro al miglior film d'arte e scienza alla 1ª edizione del Festival di Berlino, e nel 1953 si aggiudicò il Silver Bowl per il miglior documentario/film culturale ai Deutscher Filmpreis per Drei Meister schneiden in Holz.
Nel 1973, sempre in occasione dei Deutscher Filmpreis ricevette il premio onorario per lo straordinario contributo al cinema tedesco.
Nel 1975 il regista Karl Friedrich Reimers diresse il documentario Hans Cürlis, Berlin 1975, in cui Cürlis raccontava la sua carriera.

## Filmografia parziale

### Produttore
- Das Ornament des verliebten Herzens, regia di Lotte Reiniger - cortometraggio (1919)
- Amor und das standhafte Liebespaar, regia di Lotte Reiniger - cortometraggio (1920)
- Jorinde und Joringel, regia di Toni Raboldt - cortometraggio (1920)
- Aschenputtel, regia di Lotte Reiniger - cortometraggio (1922)
- Harlekin, regia di Hans-Christof Stenzel - cortometraggio (1958)

### Regista
| Anno | Film                                                              | Regista | Sceneggiatore | Produttore | Note                      |
| ---- | ----------------------------------------------------------------- | ------- | ------------- | ---------- | ------------------------- |
| 1922 | Schaffende Hände: Lovis Corinth                                   | Si      |               |            |                           |
| 1924 | Schaffende Hände: George Grosz                                    | Si      |               |            |                           |
| 1926 | Die Weltgeschichte als Kolonialgeschichte                         | Si      |               | Si         |                           |
| 1927 | Mosaik                                                            | Si      | Si            | Si         |                           |
| 1927 | Ein Film vom deutschen Film                                       | Si      |               | Si         |                           |
| 1928 | Wachsbildnerei                                                    | Si      |               | Si         |                           |
| 1929 | Schaffende Hände: Alceo Dossena                                   | Si      |               | Si         |                           |
| 1931 | Wie Schaufensterpuppen entstehen                                  | Si      |               | Si         |                           |
| 1931 | Zwei Städte am Meer                                               | Si      |               | Si         |                           |
| 1931 | Zwischen zwei Strömen                                             | Si      |               | Si         |                           |
| 1931 | Vom Fels zum Meer                                                 | Si      |               | Si         |                           |
| 1931 | Aus den Kindertagen der Kinematographie                           | Si      |               | Si         |                           |
| 1931 | Eine Reise in Frankreich                                          | Si      |               | Si         |                           |
| 1931 | Menschen am Aetna                                                 | Si      |               | Si         |                           |
| 1932 | Historische Stätten in Südfrankreich                              | Si      |               | Si         |                           |
| 1932 | Festtage in Arles                                                 | Si      |               | Si         |                           |
| 1932 | Deutsche Meere: Die Ostsee                                        | Si      |               | Si         |                           |
| 1932 | Deutsche Meere: Die Nordsee                                       | Si      |               | Si         |                           |
| 1933 | Des Menschen Kampf um eine Inselwelt                              | Si      |               | Si         |                           |
| 1933 | Werden und Vergehen an der deutschen Ostseeküste                  | Si      |               | Si         |                           |
| 1933 | Von deutschen Domen                                               | Si      |               | Si         |                           |
| 1933 | Der junge Rhein                                                   | Si      |               | Si         |                           |
| 1933 | Deutsches Land am Oberrhein                                       | Si      |               | Si         |                           |
| 1933 | Was wissen Sie vom Holzschnitt?                                   | Si      |               | Si         |                           |
| 1933 | Der klassische Rhein                                              | Si      | Si            | Si         |                           |
| 1933 | Sylt, Deutschlands nördlichste Insel                              | Si      | Si            | Si         |                           |
| 1933 | Unvergängliches Handwerk                                          | Si      | Si            | Si         |                           |
| 1934 | Eine Welt im Schrank                                              | Si      | Si            | Si         |                           |
| 1934 | Kurgäste hinter Museumsmauern                                     | Si      | Si            | Si         |                           |
| 1934 | Geheimnisse der Mumien                                            | Si      | Si            | Si         |                           |
| 1934 | Leuchtende Fenster                                                | Si      |               | Si         |                           |
| 1934 | Orgelklänge                                                       | Si      | Si            | Si         |                           |
| 1934 | Vom Stundenschlag vergangener Zeit                                | Si      | Si            | Si         |                           |
| 1934 | Gläserne Künste                                                   | Si      | Si            | Si         |                           |
| 1934 | Beim Waffenmeister im Zeughaus                                    | Si      | Si            | Si         |                           |
| 1935 | Der Lüneburger Silberschatz                                       | Si      | Si            | Si         |                           |
| 1934 | Wo der rote Wein wächst                                           | Si      | Si            | Si         |                           |
| 1935 | Berlin bleibt Berlin                                              | Si      | Si            | Si         |                           |
| 1935 | Der Weg ins Leben                                                 | Si      | Si            | Si         |                           |
| 1935 | Für das Leben lernen wir                                          | Si      |               | Si         |                           |
| 1935 | Ein Letzter seiner Zunft                                          | Si      |               | Si         |                           |
| 1936 | Mädel im Landjahr                                                 | Si      |               |            |                           |
| 1936 | Vom Werdegang eines handgebundenen Buches                         | Si      |               | Si         |                           |
| 1937 | Sonne über Deutschland                                            | Si      |               | Si         |                           |
| 1937 | Aus Berliner Museen                                               | Si      |               | Si         |                           |
| 1938 | Hier spricht das Kind! Ein Film von unseren Jüngsten im Rundfunk  | Si      | Si            | Si         |                           |
| 1938 | Orgelklänge. Ein Film vom Orgelbau                                | Si      |               | Si         |                           |
| 1939 | Wachs                                                             | Si      |               | Si         |                           |
| 1939 | Kleiner Fluß am großen Strom                                      | Si      |               | Si         |                           |
| 1939 | Schatzkammer Deutschland                                          | Si      |               | Si         |                           |
| 1939 | Heilbehandlung von Kunstwerken                                    | Si      |               | Si         |                           |
| 1940 | Schlauchwaage                                                     | Si      |               | Si         |                           |
| 1940 | Zusammensetzen der Handsäge                                       | Si      |               | Si         |                           |
| 1940 | Lochen - Stemmen                                                  | Si      |               | Si         |                           |
| 1940 | Lagern von Hölzern                                                | Si      |               | Si         |                           |
| 1940 | Stangenbohrer                                                     | Si      |               | Si         |                           |
| 1940 | Anspitzen von Pflöcken                                            | Si      |               | Si         |                           |
| 1940 | Aufstellen und Einwinkeln von Schnurgerüsten                      | Si      |               | Si         |                           |
| 1940 | Brett hochkant abrichten                                          | Si      |               | Si         |                           |
| 1940 | Kopfstütze                                                        | Si      |               | Si         |                           |
| 1940 | Herstellung eines Schaltisches                                    | Si      |               | Si         |                           |
| 1940 | Bockstütze                                                        | Si      |               | Si         |                           |
| 1940 | Mischmaschine                                                     | Si      |               | Si         |                           |
| 1940 | Rauhbank                                                          | Si      |               | Si         |                           |
| 1941 | Weltgeschichte als Kolonialgeschichte                             | Si      |               | Si         |                           |
| 1941 | Zusammenbau einer Säulenschalung                                  | Si      |               | Si         |                           |
| 1941 | Schneiden von Eisen                                               | Si      |               | Si         |                           |
| 1941 | Mischen von Hand                                                  | Si      |               | Si         |                           |
| 1941 | Stampfen einer Betonmischung                                      | Si      |               | Si         |                           |
| 1941 | Armierung von Säule und Balken                                    | Si      |               | Si         |                           |
| 1941 | Abrödeln einer Säule                                              | Si      |               | Si         |                           |
| 1941 | Bronzeguß                                                         | Si      | Si            | Si         |                           |
| 1943 | Joseph Thorak - Werkstatt und Werk                                | Si      |               | Si         | Co-regia con Arnold Fanck |
| 1944 | Arno Breker - Harte Zeit, starke Kunst                            | Si      | Si            | Si         | Co-regia con Arnold Fanck |
| 1945 | Wie baue ich einen Ofen?                                          | Si      |               | Si         |                           |
| 1946 | Feiner Mann - was nun?                                            | Si      |               | Si         |                           |
| 1946 | Fleckfieber droht!                                                | Si      | Si            |            |                           |
| 1947 | Ein richtiger Entschluss                                          | Si      | Si            |            |                           |
| 1949 | Kinder zeichnen ihre Welt                                         | Si      |               | Si         |                           |
| 1949 | Schwarz-Weiß-Gelb                                                 | Si      | Si            |            |                           |
| 1950 | Silberne Künste                                                   | Si      |               |            |                           |
| 1953 | Drei Meister schneiden in Holz                                    | Si      |               | Si         |                           |
| 1952 | Der Film entdeckte Kunstwerke indianischer Vorzeit                | Si      | Si            | Si         |                           |
| 1951 | Bezaubernde Nebendinge auf Gemälden alter Meister                 | Si      | Si            | Si         |                           |
| 1952 | Antike Gläser                                                     | Si      | Si            |            |                           |
| 1954 | Eine Frau und ein Fohlen                                          | Si      | Si            | Si         |                           |
| 1955 | Ein Wille - Zwei Welten                                           | Si      |               |            |                           |
| 1956 | Baden verboten                                                    | Si      |               |            |                           |
| 1956 | Adolph Menzel, eine verlorene Zukunft                             | Si      |               |            |                           |
| 1956 | Moderne Plastiker am Werk                                         | Si      |               | Si         |                           |
| 1956 | Die Töchter des Herrn Lette                                       | Si      |               |            |                           |
| 1956 | Stein spricht zum Volk                                            | Si      |               |            |                           |
| 1956 | Plätze in Italien - Piazze d'Italia                               | Si      |               |            |                           |
| 1956 | Nie gesehener Rembrandt                                           | Si      |               |            |                           |
| 1956 | Max Pechstein - Ein Meister des Expressionismus                   | Si      | Si            | Si         |                           |
| 1957 | Von der Bernwardstür zur Paradiespforte                           | Si      |               |            |                           |
| 1957 | Ein Titan des deutschen Barock: Cosmas Damian Asam                | Si      |               |            |                           |
| 1957 | Gipsfiguren                                                       | Si      |               |            |                           |
| 1957 | Hohe Kunst und Käuferwünsche                                      | Si      |               |            |                           |
| 1957 | Linden in der Wunderbüchse                                        | Si      |               |            |                           |
| 1957 | Wallfahrtskirche Vierzehnheiligen                                 | Si      |               |            |                           |
| 1957 | Die Welt baut in Berlin                                           | Si      |               |            |                           |
| 1958 | Vieler Hände Fleiß um bunte Fäden                                 | Si      |               |            |                           |
| 1958 | Johann Sebastian Bach                                             | Si      |               |            |                           |
| 1958 | Das Urteil des Paris                                              | Si      |               |            |                           |
| 1958 | Zwei Bildhauer unserer Zeit                                       | Si      |               |            |                           |
| 1958 | Zwei Sprachen einer Kunst                                         | Si      |               |            |                           |
| 1958 | Das Kind im Bild                                                  | Si      |               |            |                           |
| 1958 | Triumph des Friedens                                              | Si      |               |            |                           |
| 1959 | Berliner Luft hat Duft                                            | Si      |               |            |                           |
| 1959 | Mit Brief und Siegel                                              | Si      |               |            |                           |
| 1959 | Spiel in Stahl                                                    | Si      |               |            |                           |
| 1960 | Maschinen mit Gedächtnis                                          | Si      |               |            |                           |
| 1961 | Eine Frau hat uns etwas zu sagen - Die Bildhauerin Ursula Förster | Si      | Si            |            |                           |